# Kongziwenmiao
Kongziwenmiao is de Confuciustempel van de Guangdongse stad Chaozhou. Het ligt in Raoping, Chaoshan. In het gebouw werd vroeger ook onderwijs gegeven. De hoofdhal bevat een beeld van Confucius. Daar hangen talloze houten borden met titels die aan de oude wijsgeer zijn toegewezen.

## Geschiedenis
De tempel werd oorspronkelijk tijdens de Ming-dynastie, in 1478 gebouwd. In 1924 tijdens de regeerperiode van Republiek China werd de Kongziwenmiao gebruikt door de eerste middelbare school van Raoping. Tijdens de Culturele Revolutie is het gebouw ernstig beschadigd door de Rode Gardisten. Eeuwenoude voorwerpen in de tempel werden kapotgeslagen en de muren van het gebouw werden beklad met Maoïstische leuzen. In juli 1981 kwam dit gebouw op de Lijst van Regionaal Erfgoed (Volksrepubliek China).